# Cheonho (metropolitana di Seul)
Cheonho (천호역 - 千戶驛, Cheonho-yeok ) è una stazione di interscambio della metropolitana di Seul servita dalla linea 5 e dalla ● linea 8 della metropolitana di Seul, e si trova nel distretto di Gangdong-gu, a sud del fiume Han.

## Linee
SMRT
● Linea 5 (Codice: 547)
● Linea 8 (Codice: 811)

## Struttura
La stazione è sotterranea, e dispone di due marciapiedi laterali con due binari passanti, e porte di banchina a piena altezza per entrambe le linee. Sono presenti 10 uscite in superficie.
Linea 5
| Dir. Banghwa             | ● Linea 5 | per Gunja, Wangsimni, Jongno 3-ga, Gongdeok, Yeouido, Gimpo Aeroporto e Banghwa |
| Dir. Sangil-dong/Macheon | ● Linea 5 | per Gangdong, Sangil-dong e Macheon                                             |

Linea 8
| Direzione Amsa  | ● Linea 8 | per Amsa                                                     |
| Direzione Moran | ● Linea 8 | per Mongchontoseong, Songpa, Mercato Garak, Bokjeong e Moran |

## Stazioni adiacenti
| «         | Servizio | »                 |
| Linea 5   | Linea 5  | Linea 5           |
| --------- | -------- | ----------------- |
| Gwangnaru | -        | Gangdong          |
| Linea 8   |          |                   |
| Amsa      | -        | Gangdong-gucheong |